# 白檀県
白檀県（びゃくだん-けん）は中華人民共和国河北省にかつて存在した県。
前漢により設置され、当時は漁陽郡の属県で、現在の承徳市灤平県北東部に相当する。後漢により廃止された。その後に、後漢に入り込んだ烏桓と漢帝国の域外の鮮卑との両勢力圏の境界に位置する空白地帯の西端となった。南北朝時代の北魏により再設置された。539年（元象2年）、東魏により現在の密雲区北東部に遷されている。北斉により廃止され、管轄区域は密雲県に統合された。